# Finnischer Fußballpokal 2008
Der Finnische Fußballpokal 2008 (finnisch Suomen Cup 2008) war die 54. Austragung des finnischen Pokalwettbewerbs. Er wurde vom finnischen Fußballverband ausgetragen. Das Finale fand am 1. November 2008 im Finnair Stadion von Helsinki statt.
Pokalsieger wurde HJK Helsinki. Das Team setzte sich im Finale gegen den FC Honka Espoo nach Verlängerung durch und qualifizierte sich damit für die 2. Qualifikationsrunde der Europa League. Titelverteidiger Tampere United war im Viertelfinale gegen den späteren Finalisten ausgeschieden.
Alle Begegnungen wurden in einem Spiel ausgetragen. Bei unentschiedenem Ausgang wurde das Spiel um zweimal 15 Minuten verlängert. Stand danach kein Sieger fest, folgte ein Elfmeterschießen.

## Teilnehmende Teams
Die Teilnahme war freiwillig. Insgesamt 361 Mannschaften hatten für den Pokalwettbewerb gemeldet. Dabei waren auch Juniorenmannschaften (U-20), Seniorenmannschaften (JKKI – Jalkapallon Kannossa Kaiken Ikää = Fußball für alle Altersgruppen), sowie zweite und dritte Mannschaften. Die Mannschaften der ersten drei Ligen stiegen in der 4. Runde ein. Die vier Europacup-Teilnehmer starteten in der 6. Runde.
| Runde         | Zugänge | Sieger der letzten Runde | Spiele / Sieger |
| ------------- | ------- | ------------------------ | --------------- |
| 1. Runde      | 1000    | –                        | 50              |
| 2. Runde      | 2100    | 50                       | 1300            |
| 3. Runde      | –       | 1300                     | 65              |
| 4. Runde      | 47      | 65                       | 56              |
| 5. Runde      | –       | 56                       | 28              |
| 6. Runde      | 04      | 28                       | 16              |
| 7. Runde      | –       | 16                       | 08              |
| Viertelfinale | –       | 08                       | 04              |
| Halbfinale    | –       | 04                       | 02              |
| Finale        | –       | 02                       | 01              |
| Gesamt        | 3610    |                          | 3600            |

## 1. Runde
|                              | Ergebnis              |                                |
| ---------------------------- | --------------------- | ------------------------------ |
| FC Västnyland                | 2:7                   | Biisonit Karjalohja            |
| Black Islanders              | 0:5                   | Kaskö IK                       |
| IF Gnistan Ogeli             | 0:3                   | Helsingin Ponnistus            |
| FC Vehmaa                    | 00:12                 | Littoisten Työväen Urheilijat  |
| FC Jazz Pori Junioren        | 1:2                   | Pallo-Iirot Rauma              |
| FC Pakila                    | 1:0                   | Colo-Colo Helsinki-2           |
| FC Kiffen 08 Helsinki/JKKI   | 5:0                   | FC Boca Seniors                |
| FC Ellas Helsinki            | 1:3                   | Pohjois-Haagan Urheilijat U-20 |
| Ristiinan Pallo              | 5:3                   | FC Peltirumpu                  |
| Riipilän Raketissa-2         | 0:5                   | Etelän-Espoon Pallo            |
| Tapiolan Pojat               | 2:1                   | FC Kasiysi Espoo U-20          |
| Colo-Colo Helsinki           | 4:3                   | Malmin Palloseura/JKKI         |
| Hämeenlinnan Härmä           | 0:4                   | Toijalan Pallo -49             |
| Nurmijärven Jalkapalloseura  | 7:3                   | Koivukylän Palloseura          |
| Palloseiskat Kartano         | 1:6                   | Tervarit Oulu                  |
| Myrskylän Myrsky             | 1:7                   | SexyPöxyt                      |
| Helsingin Palloseura         | 2:5 n. V.             | IF Gnistan U-20                |
| Orient United                | 0:1                   | FC Honka Espoo U-20/2          |
| Viialan Peli-Veikot          | 3:2 n. V.             | AC OldSchool CF                |
| Taalintehtaan Jäntevä        | 1:5                   | ÅIFK Turku U-20                |
| FC Loviisa                   | 1:4                   | Savilahden Urheilijat          |
| Kotkan Työväen Palloilijat-2 | 6:2 n. V.             | Kelttun Pojat                  |
| Tikkurilan PS                | 4:2                   | Naseva Nastola                 |
| FC RAI Oulu-2                | 2:1                   | Inter Välivainio FC            |
| Imatran Pallo-Salamat        | 0:3                   | Haminan Pallo-Kissat           |
| FC Kasiysi Espoo-2           | 0:6                   | FC Honka Espoo-2               |
| FC Tompi                     | 1:8                   | FC Vapsi Sastamala U-20        |
| Tampereen Pallo-Veikot-2     | 3:1                   | FC Vapsi Sastamala             |
| Ruskeasannan Tykitys -88     | 1:4                   | IF Sibbo-Vargarna-2            |
| Kotkan Kiri                  | 8:5                   | Korian Ponsi                   |
| Myllykosken Pallo -47 U-20   | 2:4                   | Purha Inkeroinen               |
| Haukilahden Pallo-3          | 3:1                   | AFC EMU                        |
| PP-70 Tampere                | 3:1                   | Ylöjärven Pallo                |
| Leppävaaran Pallo            | 00:11                 | Järvenpään PS                  |
| FC Dynamo Kerava             | 0:1 n. V.             | FC Honka Espoo U-20/1          |
| Haminan Työväen Palloilijat  | 0:3                   | JK Rakuunat Junioren           |
| IFK Jakobstad                | 4:0                   | Forsby BK                      |
| Vantaan Jalkapalloseura U-20 | 2:7                   | Salpausselän Reipas            |
| Itä-Hakkilan Kilpa/JKKI      | 1:6                   | Riihimäen Ilves                |
| Kaarinan Pojat-2             | 1:1 n. V. (6:5 i. E.) | Someron Voima                  |
| Pallo-Pojat Junioren         | 1:3                   | HDS Helsinki                   |
| Hesperian Mankeli            | 00:13                 | Helsingfors IFK-2              |
| Kangasalan Voitto            | 1:4                   | Tervakosken Pato               |
| Lautasaaren Pallo            | 2:3                   | Pallo-Pojat Junioren U-20      |
| FC Kontu-2                   | 16:00                 | Pohjois-Haagan Urheilijat-5    |
| Suurmetsän Urheilijat-2      | 0:4                   | FC Viikingit-2                 |
| Riipilän Raketissa           | 1:0                   | FC Pathoven                    |
| Pohjois-Haagan Urheilijat-2  | 5:2                   | Pallo Hukassa -99              |
| Tampereen Kisa-Toverit U-20  | 4:2                   | Valkeakosken Koskenpojat       |
| Hausjärven Nappulat          | 0:7                   | Jalkapalloseura Stars Lahti    |

## 2. Runde
|                                  | Ergebnis              |                                         |
| -------------------------------- | --------------------- | --------------------------------------- |
| FC Turku -82                     | 6:4 n. V.             | Lapuan Palloseura                       |
| FC Sääripotku                    | 4:2 n. V.             | FF Kickers                              |
| Turun Pallokerho-2               | 8:1                   | Torre Calcio Turku                      |
| FC Boda Dragsfjard               | 0:2                   | Turun Pallokerho                        |
| Masalan Kisan                    | 01:10                 | AC Vantaa                               |
| Valkeakosken Koskenpojat-2       | 0:6                   | Tampereen Pallo-Veikot U-20             |
| FC Oulun Pallo-2                 | 0:5                   | Oulun Tarmo                             |
| Vantaan Jalkapalloseura          | 0:1                   | FC Reipas U-20/1                        |
| Parolan Visa                     | 1:1 n. V. (5:4 i. E.) | Kuninkaallinen Kristallipalatsi         |
| Euran Pallo-2                    | 0:5                   | Musan Salama                            |
| Gamlakarleby BK-2                | 0:1                   | Ykspihlajan Reima                       |
| Pohjois-Haagan Urheilijat-3      | 1:2                   | Töölön Vesa                             |
| Popiniemen Ponnistus             | 2:3                   | PEPO Lappeenranta                       |
| Zenith Myllypuro                 | 1:5                   | PK-35 Helsinki-2                        |
| Paimion Haka                     | 1:4                   | Nagu IF                                 |
| Nakkilan Nasta                   | 1:3                   | Pallo-Iirot Rauma-2                     |
| Littoisten Työväen Urheilijat    | 5:1                   | Piikkiön Palloseura                     |
| FC Lohja/JKKI                    | 00:12                 | IF Sibbo-Vargarna                       |
| Järvenpään PS-2                  | 6:2                   | FC Bärcelona                            |
| Kokkolan PS U-20                 | 1:3                   | IK Myran Nedervetil                     |
| FC Honka Espoo U-20/2            | 1:3                   | Nummelan Palloseura                     |
| Lehtimäen Jyske                  | 1:5                   | Karhu Kauhajoki                         |
| Urjalan Palloseura               | 0:1                   | Tammer Futis                            |
| Suonenjoen Pallo -52             | 2:0                   | Joensuun Palloseura-2                   |
| Nastolan Nopsa                   | 1:2                   | Järvenpään PS U-20                      |
| Korson Palloseura                | 1:2 n. V.             | Nurmijärven Jalkapalloseura             |
| Jyväskylän Seudun PS             | 5:3                   | Palokan Riento                          |
| Helsingin Kukkaislapset          | 2:3                   | Savannan Pallo                          |
| Jyväskylän Seudun PS-2           | 0:5                   | Keuruun Pallo                           |
| Helsingin Ponnistus              | 2:1                   | Marmiksen Kuula                         |
| PEPO Lappeenranta-2              | 4:0                   | Ristiinan Pallo                         |
| Lievestuoren Toive               | 1:0 n. V.             | Salon Vilpas                            |
| Oulun Reipas                     | 2:2 n. V. (6:5 i. E.) | Keminmaan Pallo                         |
| FC Repaleet/JKKI                 | 2:1                   | JK Rakuunat Junioren                    |
| FC Lohja                         | 1:3 n. V.             | Orimattilan Pedot                       |
| BK Öja-73                        | 2:1                   | Nykarleby IK                            |
| PP-70 Tampere-2                  | 6:0                   | Tahmelan Vesa                           |
| Kotkan Kiri                      | 1:5                   | JS Namut Kassit                         |
| Lievestuoren Toive-2             | 1:1 n. V. (1:3 i. E.) | Kaarinan Palloseura                     |
| Tohmajärven Palloseura-90        | 1:5                   | Manhattan Project Kuopio                |
| FC RAI Oulu-2                    | 1:3                   | PS Kemi Kings U-20                      |
| FC United Kuopio                 | 4:2                   | AFC Keltik Joensuu                      |
| FC Bosna Turku                   | 5:4                   | Raision Työväen Palloilijat             |
| Pargas IF                        | 4:2                   | ÅIFK Turku U-20                         |
| Ylöjärven Ilves                  | 11:00                 | Pispalan Ponnistus -79                  |
| Lammin Veto                      | 1:3                   | Sääksjärven Loiske                      |
| Helsingfors IFK-2                | 2:0                   | Kurvin Vauhti                           |
| Pohjois-Haagan Urheilijat        | 5:0                   | Pallo-Pojat Junioren                    |
| FC Pakila                        | 1:0 n. V.             | Pohjois-Haagan Urheilijat-4             |
| Riipilän Raketissa               | 2:2 n. V. (5:4 i. E.) | FC Honka Espoo U-20/1                   |
| Ruskon Pallo -67                 | 0:3                   | Jyrkkälän Tykit                         |
| SexyPöxyt Espoo                  | 0:9                   | FC Futura                               |
| FC Honka Espoo-2                 | 16:10                 | Olarin Kiksi                            |
| FC Grani Airbags                 | 1:6                   | Jalkapalloseura Stars Lahti             |
| JIPPO Joensuu-2                  | 1:2                   | SC Riverball                            |
| FC Kontu-2                       | 0:3                   | Malmin Palloseura                       |
| FC Raahe                         | 1:0                   | Pattijoen Tempaus                       |
| Kotkas Reipas                    | 1:0                   | FC Villisiat Elimäki                    |
| Hangö IK                         | 0:2                   | FC Espoo-2                              |
| Järvenpään PS                    | 11:00                 | IF Sibbo-Vargarna-2                     |
| Pajamäen Pallo-Veikot-2          | 1:2                   | FC Viikingit-2                          |
| AC Stadin Sissit                 | 2:1                   | Käpylän Pallo U-20                      |
| FC Kasiysi Espoo-3               | 0:9                   | Riihimäen Ilves                         |
| Ylöjärven Ryhti                  | 0:9                   | Nokian Palloseura                       |
| Haukilahden Pallo                | 00:13                 | Salpausselän Reipas                     |
| Wilmanstrand IFK                 | 1:5                   | Korson Palloilijat                      |
| Pohjois-Haagan Urheilijat-2      | 0:3                   | Pajamäen Pallo-Veikot                   |
| Pohjois-Haagan Urheilijat U-20   | 3:2                   | Helsingfors Idrottsvänner               |
| Kotkan Työväen Palloilijat-2     | 0:6                   | Purha Inkeroinen                        |
| FC Juhlahevoset                  | 3:1                   | IF Gnistan U-20                         |
| Toukolan Teräs Avauspotku        | 3:2                   | Karhupuiston Vartijat                   |
| IKHTYS Helsinki                  | 0:3                   | FC Boca Seniors                         |
| Luvian Veto                      | 1:4                   | Euran Pallo                             |
| Nouseva Laaka                    | 3:1                   | FC Reipas U-20/1                        |
| Tikkurilan PS                    | 2:1                   | Etelän-Espoon Pallo                     |
| FC Korsholm-2                    | 3:2                   | Laihian Luja                            |
| Tampereen Kisa-Toverit           | 1:4                   | Pirkkalan JK                            |
| HDS Helsinki                     | 4:0                   | Malmin Ponnistajat                      |
| Tuusulan Palloseura              | 0:4                   | Esbo BK                                 |
| Munsala United                   | 1:5                   | Kaustisen Pohjan-Veikot                 |
| Tapiolan Pojat                   | 2:6                   | Lohjan Pallo U-20                       |
| FC RAI Oulu                      | 0:6                   | Haukiputaan Pallo                       |
| FC Teivo                         | 2:5                   | Toijalan Pallo -49                      |
| Kyron Palloseura                 | 0:1                   | Kaaren Pallo                            |
| FC Nets Oulu                     | 2:1                   | Kuivaniemen Isku                        |
| Juuan Palloseura                 | 1:3                   | SC Riverball-2                          |
| Voikkaan Pallo-Peikot            | 5:0                   | Simpeleen Urheilijat                    |
| Nilsiän Pallo-Haukat/Pappa Zulut | 1:0                   | Joensuun Palloseura                     |
| Jämsänkosken Ilves               | 0:2                   | FC Vaajakoski                           |
| Valkealan Kajo                   | 1:7                   | Savilahden Urheilijat                   |
| Kurikan Ryhti                    | 1:0 n. V.             | Jurva-70 Jalkapallo                     |
| Kotkan Jäntevä                   | 0:8                   | Sudet Kouvola                           |
| Viialan Peli-Veikot              | 7:1                   | Hervanta Sporting Team                  |
| Esse IK-2                        | 2:1 n. V.             | Lohtajan Veikot                         |
| Ylämyllyn Yllätys                | 0:1                   | Siilinjärven Palloseura U-20            |
| FC Tarmo                         | 0:3                   | FC Santa Claus                          |
| Alavuden Peli-Veikot             | 1:6                   | FC Korsholm                             |
| FC Tribe                         | 0:8                   | Tervakosken Pato                        |
| Suurmetsän Urheilijat            | 2:1                   | Malmin Palloseura-3                     |
| Kaskö IK                         | 1:3                   | Kungliga Wasa CF                        |
| Biisonit Karjalohja              | 3:4                   | FC Kasiysi Espoo/Pitkäjärven Miesten PS |
| Ilmajoen Kisailijat              | 1:4                   | Lapuan Virkiä                           |
| Toivalan Urheilijat              | 1:6                   | SC Kuopio Futis-98                      |
| Kortesjärven Järvi-Veikot        | 1:2                   | FC Komu Mustasaari                      |
| Harjavallan Pallo                | 0:2                   | Ruosniemen Visa                         |
| FC Lepakot                       | 0:6                   | AC Kajaani                              |
| Etelä-Karjalan Pallo             | 0:5                   | Haminan Pallo-Kissat                    |
| Nekalan Pallo                    | 4:2 n. V.             | Nokian Pyry JK                          |
| Blue Eyes Jyväskylä-2            | 0:4                   | FC Keitele Jazz                         |
| Tampereen Pallo-Veikot           | 0:2                   | Ilves Tampere U-20                      |
| Lempäälän Kisa-Futis             | 2:1                   | Tampereen Kisa-Toverit U-20             |
| FC Degis Helsinki                | 0:1                   | Malmin Palloseura-2                     |
| Tervarit Oulu                    | 0:1                   | Tornion Pallo -47-2                     |
| Lieksan Hurtat                   | 03:0 1                | Rautalammin Urheilijat                  |
| FC Vapsi Sastamala U-20          | 0:4                   | FC Tigers Tampere                       |
| Pirkkalan JK-2                   | 0:2                   | Tampereen-Viipurin Ilves Kissat         |
| Kotkan Työväen Palloilijat/JKKI  | 1:0                   | Savonlinnan Työväen Palloseura          |
| Nurmon Pallo                     | 03:0 2                | Vähänkyron Viesti                       |
| SC Riverball/JKKI                | 1:6                   | SC Zulimanit                            |
| FC Kiffen 08 Helsinki            | 2:1                   | IF Gnistan U-20                         |
| Colo-Colo Helsinki               | 2:3                   | HJK Helsinki Junioren                   |
| Turun Pallo-Veikot               | 1:0                   | Kaarinan Pojat-2                        |
| Tervalaakson Teräs               | 1:4 n. V.             | Seinäjoen Sisu                          |
| IFK Jakobstad                    | 8:0                   | Oulaisten Huima                         |
| Salon Toverit                    | 4:2                   | Loimaan Palloseura                      |
| Souls AC Jyväskylä               | 7:1                   | FC Keitele Jazz-2                       |
| IF Gnistan-2                     | 2:1 n. V.             | Haukilahden Pallo-3                     |
| FC Rauma                         | 2:4                   | Toejoen Veikot                          |
| Viitasaaren JK                   | 04:11                 | Blue Eyes Jyväskylä                     |
| FC Folk Haapavesi                | 1:4                   | Ylöjärven Pallo-2                       |

## 3. Runde
|                                  | Ergebnis              |                                           |
| -------------------------------- | --------------------- | ----------------------------------------- |
| IF Sibbo-Vargarna                | 1:2 n. V.             | Malmin Palloseura                         |
| Keuruun Pallo                    | 1:5                   | Jyväskylän Seudun PS                      |
| Tampereen Pallo-Veikot U-20      | 2:1 n. V.             | Tervakosken Pato                          |
| Töölön Vesa                      | 0:6                   | FC Honka Espoo-2                          |
| Parolan Visa                     | 2:3                   | Ylöjärven Ilves                           |
| Pohjois-Haagan Urheilijat U-20   | 1:4                   | Salpausselän Reipas                       |
| FC Sääripotku                    | 0:4                   | Tornion Pallo -47-2                       |
| IF Gnistan-2                     | 0:1                   | FC Kasiysi Espoo / Pitkäjärven Miesten PS |
| Nummelan Palloseura              | 2:4                   | Savilahden Urheilijat                     |
| Oulun Reipas                     | 0:3                   | Haukiputaan Pallo                         |
| Kaarinan Palloseura              | 1:8                   | Nokian Palloseura                         |
| Pohjois-Haagan Urheilijat        | 1:0 n. V.             | Haminan Pallo-Kissat                      |
| Savannan Pallo                   | 1:0                   | Sudet Kouvola                             |
| Järvenpään PS-2                  | 1:4                   | FC Espoo-2                                |
| FC Juhlahevoset                  | 2:3                   | Orimattilan Pedot                         |
| Toukolan Teräs Avauspotku        | 0:1 n. V.             | Järvenpään PS U-20                        |
| Voikkaan Pallo-Peikot            | 1:6                   | PEPO Lappeenranta                         |
| Kurikan Ryhti                    | 0:9                   | BK Öja-73                                 |
| Nagu IF                          | 0:1                   | Viialan Peli-Veikot                       |
| Kaustisen Pohjan-Veikot          | 0:4                   | FC Santa Claus                            |
| AC Kajaani                       | 6:1                   | Lapuan Virkiä                             |
| FC United Kuopio                 | 0:3                   | FC Vaajakoski                             |
| FC Turku -82                     | 2:1                   | Tammer Futis                              |
| Esse IK-2                        | 4:1                   | Seinäjoen Sisu                            |
| Suurmetsän Urheilijat            | 1:0                   | PK-35 Helsinki-2                          |
| Järvenpään PS                    | 8:1                   | Helsingfors IFK-2                         |
| IFK Jakobstad                    | 4:0                   | Ykspihlajan Reima                         |
| Esbo BK                          | 5:1                   | Malmin Palloseura-2                       |
| Nouseva Laaka                    | 0:2                   | Nurmijärven Jalkapalloseura               |
| Ilves Tampere U-20               | 0:1                   | Toijalan Pallo -49                        |
| AC Vantaa                        | 3:0                   | FC Futura                                 |
| FC Kiffen 08 Helsinki/JKKI       | 03:0 1                | FC Reipas U-20/1                          |
| Nilsiän Pallo-Haukat/Pappa Zulut | 1:4                   | Blue Eyes Jyväskylä                       |
| FC Boca Seniors                  | 2:3                   | HDS Helsinki                              |
| FC Komu Mustasaari               | 2:1 n. V.             | Kungliga Wasa CF                          |
| IK Myran Nedervetil              | 2:1                   | Nurmon Pallo                              |
| Manhattan Project Kuopio         | 2:0                   | SC Riverball-2                            |
| Kotkas Reipas                    | 1:1 n. V. (4:5 i. E.) | FC Viikingit-2                            |
| Ylöjärven Pallo-2                | 0:1                   | Oulun Tarmo                               |
| FC Bosna Turku                   | 0:2                   | Turun Pallokerho                          |
| Sääksjärven Loiske               | 0:4                   | Ruosniemen Visa                           |
| Suonenjoen Pallo -52             | 0:3                   | SC Zulimanit                              |
| FC Tigers Tampere                | 3:1                   | Littoisten Työväen Urheilijat             |
| Kotkan Työväen Palloilijat/JKKI  | 6:2                   | HJK Helsinki Junioren                     |
| FC Korsholm-2                    | 0:3                   | Karhu Kauhajoki                           |
| Lieksan Hurtat                   | 00:11                 | SC Kuopio Futis-98                        |
| FC Repaleet/JKKI                 | 0:8                   | Pajamäen Pallo-Veikot                     |
| FC Pakila                        | 0:3                   | Riipilän Raketissa                        |
| FC Raahe                         | 0:7                   | FC Nets Oulu                              |
| SC Riverball                     | 6:1                   | FC Keitele Jazz                           |
| Turun Pallo-Veikot               | 2:1                   | Toejoen Veikot                            |
| JS Namut Kassit                  | 0:8 n. V.             | Helsingin Ponnistus                       |
| PEPO Lappeenranta-2              | 3:1 n. V.             | AC Stadin Sissit                          |
| Korson Palloilijat               | 2:1                   | Riihimäen Ilves                           |
| Lievestuoren Toive               | 4:1                   | Pargas IF                                 |
| PP-70 Tampere-2                  | 2:0                   | Pallo-Iirot Rauma-2                       |
| Nekalan Pallo                    | 1:2                   | Euran Pallo                               |
| FC Korsholm                      | 7:2 n. V.             | PS Kemi Kings U-20                        |
| Tikkurilan PS                    | 2:1                   | Jalkapalloseura Stars Lahti               |
| Salon Toverit                    | 1:4 n. V.             | Lempäälän Kisa-Futis                      |
| Kaaren Pallo                     | 0:3                   | Jyrkkälän Tykit                           |
| Tampereen-Viipurin Ilves Kissat  | 1:1 n. V. (4:3 i. E.) | Musan Salama                              |
| Lohjan Pallo U-20                | 0:1                   | Purha Inkeroinen                          |
| Souls AC Jyväskylä               | 0:2                   | Siilinjärven Palloseura U-20              |
| Turun Pallokerho-2               | 1:2                   | Pirkkalan JK                              |

## 4. Runde
In dieser Runde stiegen die Mannschaften der ersten (9 Teams), zweiten (10) und dritten Liga (28) ein. Unterklassige Teams hatten Heimrecht.
|                                           | Ergebnis              |                             |
| ----------------------------------------- | --------------------- | --------------------------- |
| Oulun Tarmo                               | 0:6                   | AC Oulu                     |
| Järvenpään PS U-20                        | 01:12                 | FC Viikingit                |
| AC Kajaani                                | 1:2                   | PS Kemi Kings               |
| Orimattilan Pedot                         | 0:1                   | FC Kuusankoski              |
| Blue Eyes Jyväskylä                       | 0:3                   | Warkaus JK                  |
| Malmin Palloseura                         | 1:3                   | Helsingfors IFK             |
| Viialan Peli-Veikot                       | 0:2 n. V.             | Toijalan Pallo -49          |
| Savannan Pallo                            | 0:0 n. V. (4:5 i. E.) | IF Gnistan                  |
| FC Komu Mustasaari                        | 0:1                   | Ylöjärven Pallo             |
| Jyrkkälän Tykit                           | 0:3                   | Ilves Tampere               |
| Savilahden Urheilijat                     | 0:1                   | Atlantis FC                 |
| Manhattan Project Kuopio                  | 0:8                   | JIPPO Joensuu               |
| Nokian Palloseura                         | 1:2                   | Tampereen Pallo-Veikot      |
| Euran Pallo                               | 2:3                   | ÅIFK Turku                  |
| FC Viikingit-2                            | 1:3                   | JK Rakuunat                 |
| Esse IK-2                                 | 0:3                   | Jakobstads BK               |
| Pirkkalan JK                              | 4:1                   | Pallo-Iirot Rauma           |
| FC Vaajakoski                             | 1:1 n. V. (5:4 i. E.) | Pallo-Kerho 37              |
| Tornion Pallo -47-2                       | 2:3                   | Terjärv Ungdoms SK          |
| Tampereen Pallo-Veikot U-20               | 3:1                   | Salon Palloilijat           |
| FC Nets Oulu                              | 1:6                   | Gamlakarleby BK             |
| Pajamäen Pallo-Veikot                     | 2:1 n. V.             | Kotkan Työväen Palloilijat  |
| FC Kiffen 08 Helsinki/JKKI                | 1:3 n. V.             | FC Espoo-2                  |
| Korson Palloilijat                        | 1:2                   | Riipilän Raketissa          |
| Järvenpään PS                             | 4:1                   | PK Keski-Uusimaa            |
| Suurmetsän Urheilijat                     | 0:3                   | Helsingin Ponnistus         |
| FC Turku -82                              | 0:5                   | PP-70 Tampere               |
| Nurmijärven Jalkapalloseura               | 1:4 n. V.             | FC Espoo                    |
| Haukiputaan Pallo                         | 1:7                   | Tornion Pallo -47           |
| BK Öja-73                                 | 1:4                   | Kokkolan Palloveikot        |
| Salpausselän Reipas                       | 1:3                   | PK-35 Helsinki              |
| SC Kuopio Futis-98                        | 1:2                   | JJK Jyväskylä               |
| Lempäälän Kisa-Futis                      | 2:3                   | Ylöjärven Ilves             |
| Lievestuoren Toive                        | 4:1                   | Ruosniemen Visa             |
| Jyväskylän Seudun PS                      | 3:7                   | SC Riverball                |
| FC Honka Espoo-2                          | 1:0                   | Hyvinkään Palloseura        |
| IK Myran Nedervetil                       | 1:6                   | Rovaniemi PS                |
| Tikkurilan PS                             | 2:2 n. V. (4:5 i. E.) | HDS Helsinki                |
| PEPO Lappeenranta                         | 0:2                   | HJK Helsinki                |
| Pohjois-Haagan Urheilijat                 | 0:2                   | FC KooTeePee                |
| FC Korsholm                               | 0:4                   | FF Jaro                     |
| SC Zulimanit                              | 1:2                   | Äänekosken Huima            |
| Karhu Kauhajoki                           | 1:4                   | Seinäjoen JK                |
| PP-70 Tampere-2                           | 1:2                   | Vaasan Palloseuran Junioren |
| Turun Pallokerho                          | 0:1                   | Norrvalla FF                |
| AC Vantaa                                 | 0:1                   | Lahden City Stars           |
| FC Tigers Tampere                         | 0:4                   | Inter Turku                 |
| IFK Jakobstad                             | 0:2                   | FC Oulun Pallo              |
| Purha Inkeroinen                          | 0:5                   | Myllykosken Pallo -47       |
| FC Kasiysi Espoo / Pitkäjärven Miesten PS | 1:1 n. V. (2:4 i. E.) | Lohjan Pallo                |
| Siilinjärven Palloseura U-20              | 0:4                   | Kuopion PS                  |
| FC Santa Claus                            | 0:1                   | Vaasan PS                   |
| Esbo BK                                   | 1:3                   | FC Lahti                    |
| Kotkan Työväen Palloilijat/JKKI           | 2:1                   | PEPO Lappeenranta-2         |
| Turun Pallo-Veikot                        | 1:3                   | FC Sinimustat               |
| Tampereen-Viipurin Ilves Kissat           | 4:2 n. V.             | Forssan JK                  |

## 5. Runde
Unterklassige Teams hatten Heimrecht.
|                                 | Ergebnis              |                                 |
| ------------------------------- | --------------------- | ------------------------------- |
| Ylöjärven Ilves                 | 0:7                   | IF Gnistan                      |
| Riipilän Raketissa              | 0:9                   | Myllykosken Pallo -47           |
| Warkaus JK                      | 2:1                   | JJK Jyväskylä                   |
| Kotkan Työväen Palloilijat/JKKI | 0:2                   | FC KooTeePee                    |
| Helsingin Ponnistus             | 01:13                 | FC Lahti                        |
| HDS Helsinki                    | 00:10                 | HJK Helsinki                    |
| Seinäjoen JK                    | 0:5                   | Rovaniemi PS                    |
| Pajamäen Pallo-Veikot           | 0:1                   | Lahden City Stars               |
| FC Vaajakoski                   | 0:3                   | Kuopion PS                      |
| Järvenpään PS                   | 1:2                   | Atlantis FC                     |
| SC Riverball                    | 1:6                   | Vaasan PS                       |
| Lievestuoren Toive              | 2:0                   | Tampereen-Viipurin Ilves Kissat |
| Pirkkalan JK                    | 0:1                   | FC Viikingit                    |
| FC Espoo-2                      | 3:1 n. V.             | Toijalan Pallo -49              |
| AC Oulu                         | 0:1                   | JIPPO Joensuu                   |
| Ylöjärven Pallo                 | 0:1                   | Tornion Pallo -47               |
| Jakobstads BK                   | 2:3                   | Kokkolan Palloveikot            |
| PP-70 Tampere                   | 0:3                   | Lohjan Pallo                    |
| FC Espoo                        | 0:2                   | Inter Turku                     |
| ÅIFK Turku                      | 1:6                   | JK Rakuunat                     |
| FC Honka Espoo-2                | 5:0                   | Vaasan Palloseuran Junioren     |
| Tampereen Pallo-Veikot U-20     | 2:2 n. V. (4:5 i. E.) | Helsingfors IFK                 |
| Ilves Tampere                   | 2:0 n. V.             | Tampereen Pallo-Veikot          |
| Äänekosken Huima                | 1:2                   | PS Kemi Kings                   |
| FC Oulun Pallo                  | 1:4                   | FF Jaro                         |
| Norrvalla FF                    | 1:5                   | PK-35 Helsinki                  |
| Terjärv Ungdoms SK              | 2:1                   | Gamlakarleby BK                 |
| FC Kuusankoski                  | 1:2                   | FC Sinimustat                   |

## 6. Runde
In dieser Runde stiegen die vier Europacup-Teilnehmer Tampere United, Haka, TPS und Honka ein.
|                    | Ergebnis              |                       |
| ------------------ | --------------------- | --------------------- |
| Atlantis FC        | 0:3                   | Turku PS              |
| FF Jaro            | 2:0                   | FC Lahti              |
| HJK Helsinki       | 1:0                   | Inter Turku           |
| Kuopion PS         | 2:1                   | FC KooTeePee          |
| Rovaniemi PS       | 0:1                   | Warkaus JK            |
| FC Honka Espoo     | 3:0                   | Kokkolan Palloveikot  |
| Tampere United     | 14:00                 | FC Espoo-2            |
| FC Viikingit       | 3:1                   | Lahden City Stars     |
| JIPPO Joensuu      | 1:1 n. V. (6:7 i. E.) | JK Rakuunat           |
| PK-35 Helsinki     | 2:3                   | FC Honka Espoo-2      |
| PS Kemi Kings      | 3:1                   | FC Sinimustat         |
| IF Gnistan         | 6:0                   | Lievestuoren Toive    |
| Helsingfors IFK    | 1:2                   | Tornion Pallo -47     |
| Ilves Tampere      | 1:6                   | Vaasan PS             |
| Lohjan Pallo       | 0:3                   | Haka Valkeakoski      |
| Terjärv Ungdoms SK | 0:7                   | Myllykosken Pallo -47 |

## 7. Runde
|                       | Ergebnis  |                  |
| --------------------- | --------- | ---------------- |
| FC Honka Espoo        | 4:0       | FC Honka Espoo-2 |
| IF Gnistan            | 0:1       | Vaasan PS        |
| Tampere United        | 3:0       | FC Viikingit     |
| Warkaus JK            | 5:0       | JK Rakuunat      |
| Tornion Pallo -47     | 3:2 n. V. | FF Jaro          |
| Myllykosken Pallo -47 | 6:2       | PS Kemi Kings    |
| Kuopion PS            | 0:2       | HJK Helsinki     |
| Turku PS              | 0:1       | Haka Valkeakoski |

## Viertelfinale
|                  | Ergebnis  |                       |
| ---------------- | --------- | --------------------- |
| Haka Valkeakoski | 3:0       | Tornion Pallo -47     |
| Vaasan PS        | 1:0       | Myllykosken Pallo -47 |
| HJK Helsinki     | 2:0       | Warkaus JK            |
| FC Honka Espoo   | 2:0 n. V. | Tampere United        |

## Halbfinale
|                  | Ergebnis |                |
| ---------------- | -------- | -------------- |
| Haka Valkeakoski | 0:1      | FC Honka Espoo |
| HJK Helsinki     | 5:0      | Vaasan PS      |

## Finale
| Paarung        | HJK Helsinki – FC Honka Espoo |
| Ergebnis       | 2:1 n. V. (1:1, 0:0) |
| Datum          | 1. November 2008 um 15:00 Uhr (14:00 Uhr MEZ) |
| Stadion        | Finnair Stadion, Helsinki |
| Zuschauer      | 1.554 |
| Schiedsrichter | Tero Nieminen |
| Tore           | 1:0 Erfan Zeneli (56.) 1:1 Jami Puustinen (86.) 2:1 Petri Oravainen (114.) |
| HJK Helsinki   | Ville Wallén – Mikko Hauhia, Tuomas Aho, Ville Taulo, Jukka Raitala – Jukka Sauso, Mohamed Kamara, Erfan Zeneli (90. Akseli Pelvas, 120. Tuomas Kansikas), Paulus Roiha – Jarno Parikka (82. Petri Oravainen), Dawda Bah Cheftrainer: Antti Muurinen                |
| FC Honka Espoo | Tuomas Peltonen – Sampo Koskinen, Tuome Turunen (117. Tero Koskela), Roope Heilala (86. Jami Puustinen), Ville Jalasto – Joel Perovuo, Jussi Vasara, Rami Hakanpää , Hermanni Vuorinen (67. Jani Bäckman) – John Wekström, Jaakko Lepola Cheftrainer: Mika Lehkosuo |